# Barsútxie
Barsútxie - Барсучье (rus) - és un poble de l'óblast de Bélgorod, a Rússia. El 2010 tenia 245 habitants. Pertany al districte (raion) de Rovenkí.